# Svartbyn
Svartbyn (finska och meänkieli: Mustakylä) är en tätort i Överkalix kommun. Byn ligger på östra sidan av Kalixälven med broförbindelse till Västra Svartbyn och E10. Norr från Svartbyn går länsväg 796 till centralorten Överkalix och österut går länsväg 795 till Niemis i Övertorneå kommun. Norra delen av Svartbyn kallas för Avabacken.
I Svartbyn finns ett traktormuseum.

## Historia

### Administrativa tillhörigheter
Svartbyn ligger i Överkalix socken som bildade Överkalix landskommun i samband med kommunreformen 1863. I samband med kommunreformen 1971 ombildades kommunen till Överkalix kommun, som Svartbyn har tillhört sedan dess.

### Befolkningsutveckling
| Befolkningsutvecklingen i Svartbyn 1950–2020            | Befolkningsutvecklingen i Svartbyn 1950–2020 | Befolkningsutvecklingen i Svartbyn 1950–2020 | Befolkningsutvecklingen i Svartbyn 1950–2020 | Befolkningsutvecklingen i Svartbyn 1950–2020 |
| ------------------------------------------------------- | -------------------------------------------- | -------------------------------------------- | -------------------------------------------- | -------------------------------------------- |
|                                                         |                                              |                                              |                                              |                                              |
| År                                                      |                                              |                                              | Folkmängd                                    | Areal (ha)                                   |
| 1950                                                    | 1950                                         |                                              | 473                                          | ##                                           |
| 1960                                                    | 1960                                         |                                              | 589                                          | 164                                          |
| 1965                                                    | 1965                                         |                                              | 526                                          | 163                                          |
| 1970                                                    | 1970                                         |                                              | 407                                          | 154                                          |
| 1975                                                    | 1975                                         |                                              | 351                                          | 100                                          |
| 1980                                                    | 1980                                         |                                              | 366                                          | 123                                          |
| 1990                                                    | 1990                                         |                                              | 332                                          | 122                                          |
| 1995                                                    | 1995                                         |                                              | 328                                          | 123                                          |
| 2000                                                    | 2000                                         |                                              | 304                                          | 123                                          |
| 2005                                                    | 2005                                         |                                              | 281                                          | 121                                          |
| 2010                                                    | 2010                                         |                                              | 265                                          | 122                                          |
| 2015                                                    | 2015                                         |                                              | 265                                          | 130                                          |
| 2020                                                    | 2020                                         |                                              | 263                                          | 129                                          |
| Anm.: ## Som tätort/befolkningsagglomeration 1920–1950. |                                              |                                              |                                              |                                              |

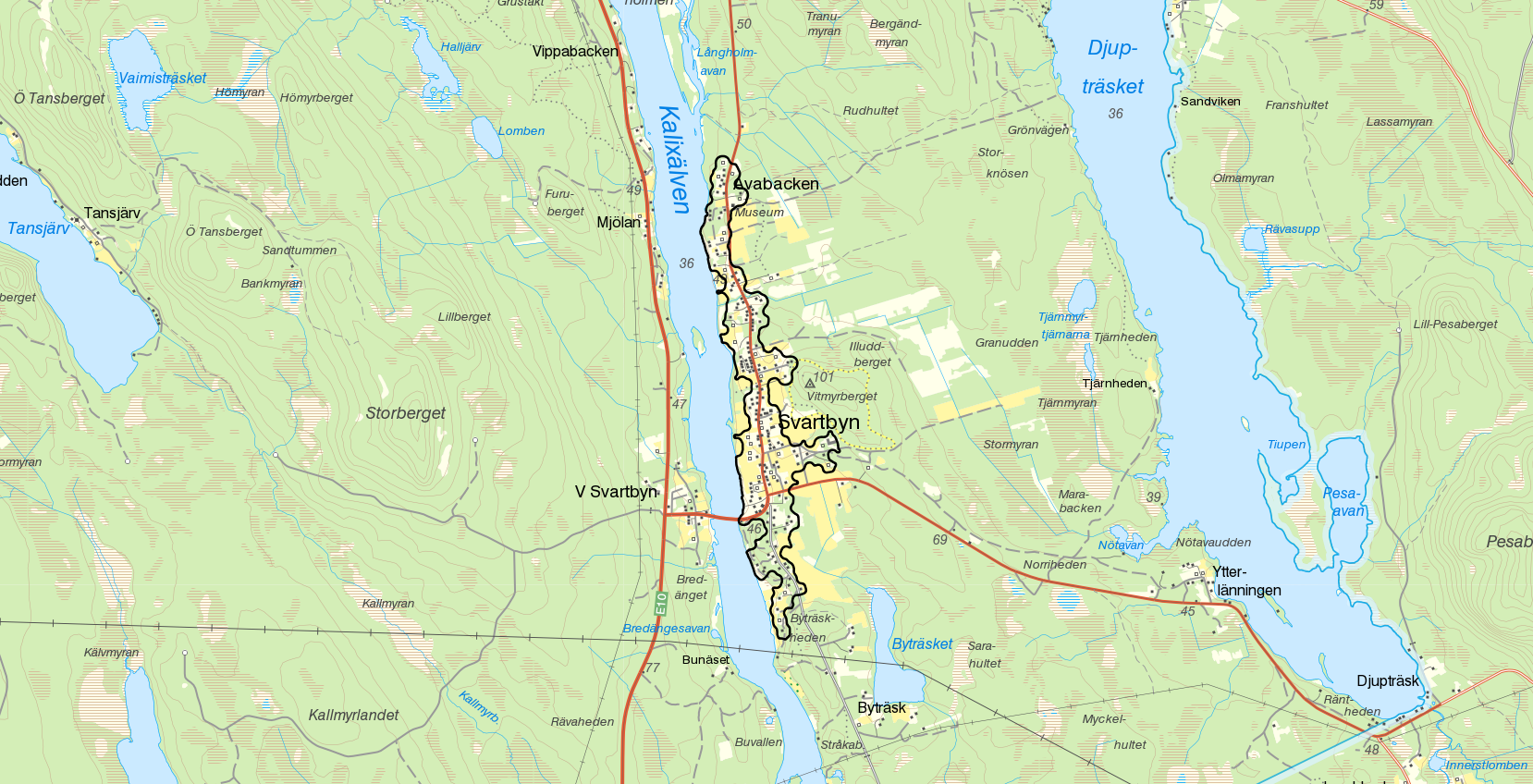
Den av Statistiska centralbyrån avgränsade tätorten Svartbyn, med gränserna från tätortsavgränsningen 2015.

I samband med tätortsavgränsningen 1975 avgränsades tätorten på den nya ekonomiska kartan.